# Привольное (Макушинский район)
Привольное — деревня в Макушинском муниципальном округе Курганской области. До июля 2020 года входила в состав Коноваловского сельсовета.

## История
Основано в 1920 году. По данным на 1926 год выселок Привольное состоял из 33 хозяйств. В административном отношении входил в состав Головинского сельсовета Макушинского района Курганского округа Уральской области.

## Население
| 1989 | 2002 | 2010 |
| ---- | ---- | ---- |
| 208  | ↘185 | ↘44  |

По данным переписи 1926 года на выселке проживало 132 человека (61 мужчина и 71 женщина), в том числе: русские составляли 99 % населения.